# Автомобілезалежність

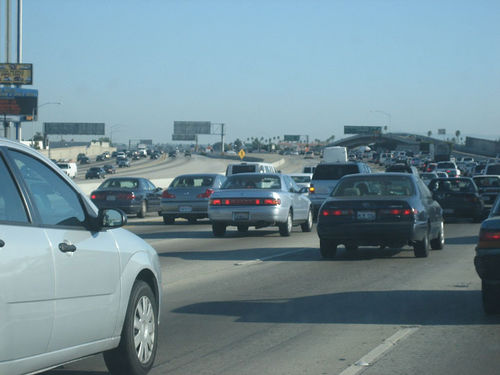
Трафік у Лос-Анджелесі

Автомобілезалежність (англ. car dependency)— це концепція, згідно з якою планування деяких міст спричиняє перевагу автомобілям перед альтернативними видами пересування, як-от їзда на велосипеді, громадський транспорт і ходіння пішки.

## Огляд
У багатьох сучасних містах автомобілі зручні, а іноді й необхідні для легкого пересування. Коли справа доходить до використання автомобіля, існує спіральний ефект, коли затори викликають «попит» на більші і більші дороги та усунення «перешкод» для транспортного потоку, наприклад, пішохідних переходів, світлофорів, велосипедної інфраструктури та різні форми вуличного громадського транспорту, зокрема трамваї.
Ці заходи роблять користування автомобілем приємнішим і вигіднішим за рахунок інших видів транспорту, що сприяє збільшенню обсягів руху. Крім того, міський дизайн міст пристосовується до потреб автомобілів з точки зору пересування та простору. Забудови замінюються паркінгами. Торгові вулиці під відкритим небом замінюються на закриті торгові центри. На зміну касам і фаст-фудам приходять їхні версії, які розташовані незручно для пішоходів. Міські центри з сумішшю торгових, роздрібних і розважальних функцій замінюються монофункційними бізнес-парками та розважальними комплексами, кожен з яких оточений великими паркінгами.

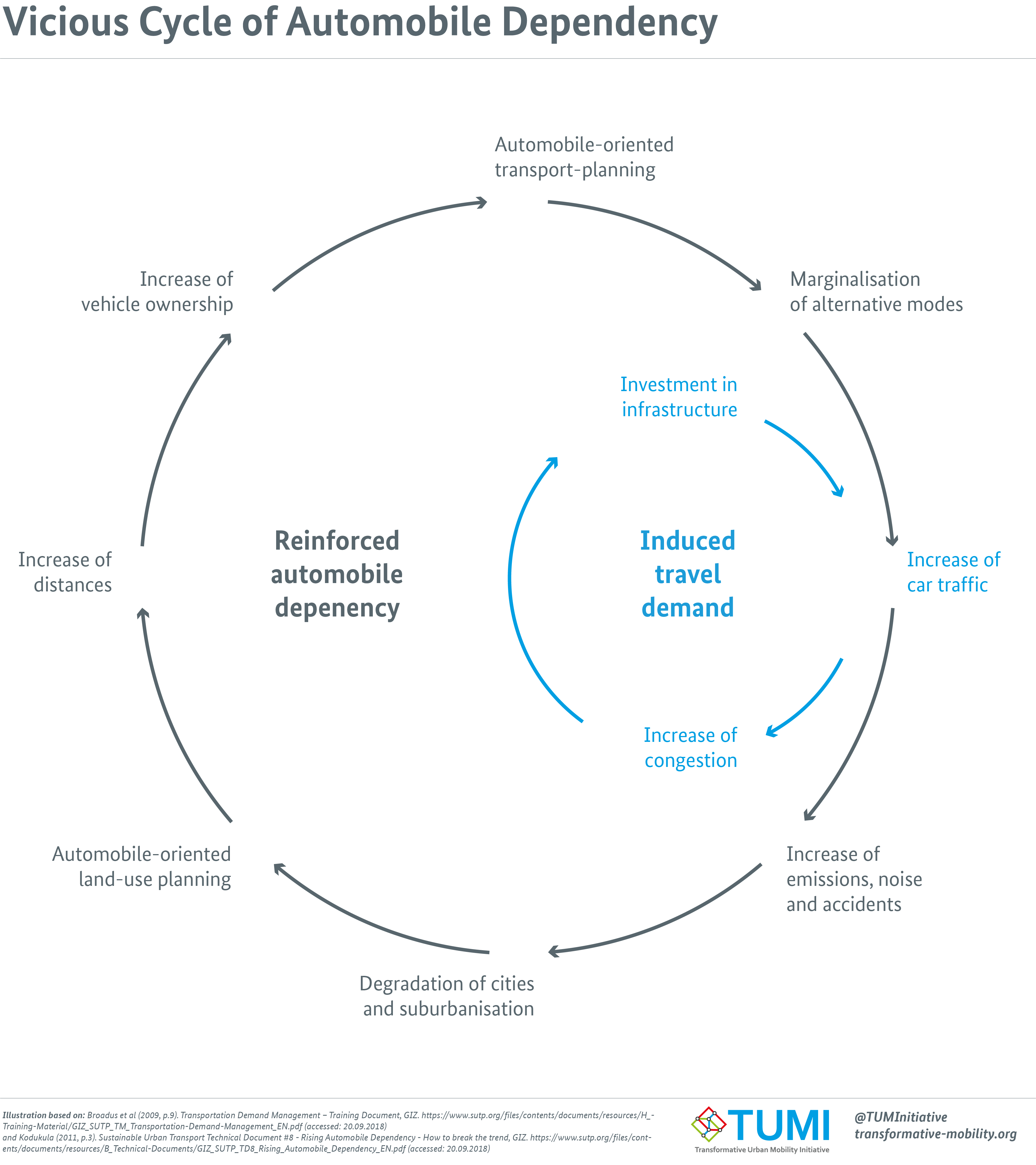
Порочне коло попиту на подорожі, спричиненого автомобільною залежністю

Таке середовище потребує доступу до них автомобілями, що спричиняє ще більше руху на збільшеному просторі доріг. Це призводить до заторів, і описаний вище цикл продовжується. Дороги стають все більшими, забираючи все більше ділянок землі, які раніше використовувалися для житла, виробництва та інших соціально й економічно корисних цілей. Громадський транспорт стає менш життєздатним і соціально стигматизованим, з часом стаючи видом транспорту меншини. Людський вибір і свобода жити функціональним життям без використання автомобіля значно зменшуються. Такі міста є автомобільнозалежними.
Залежність від автомобілів розглядається насамперед як проблема екологічної стійкості через споживання невідновлюваних ресурсів і вироблення парникових газів, відповідальних за глобальне потепління. Це також питання соціальної та культурної стійкості. Як і закриті спільноти, приватний автомобіль створює фізичне розділення між людьми та зменшує можливості для неструктурованих соціальних зустрічей, що є важливим аспектом формування та підтримки соціального капіталу в міському середовищі.

## Витоки автомобільної залежності
Оскільки використання автомобілів різко зросло в 1910-х роках, американські адміністратори доріг віддавали перевагу будівництву доріг, щоб пристосувати рух, а не перешкоджати поведінці, яка призвела до цього. Адміністратори та інженери в міжвоєнний період витрачали свої ресурси на внесення невеликих коригувань, щоб пристосуватись до руху, наприклад, розширення смуг і додавання місць для паркування, на відміну від більших проектів, які повністю змінили б середовище. Американські міста почали руйнувати трамвайні системи в 1920-х роках. Сама залежність від автомобіля сформувалася під час Другої світової війни, коли міська інфраструктура почала будуватися виключно навколо автомобіля. Реструктуризація економіки та середовища, що виникла в результаті, дозволила широко використовувати автомобіль. У Сполучених Штатах розгалужена виробнича інфраструктура, зростання споживання та створення загальнодержавної системи автомобільних доріг створили умови для залежності населення від автомобіля. У 1956 році в Америці було засновано Трастовий фонд шосе, який реінвестував податки на бензин назад в інфраструктуру автомобілів.

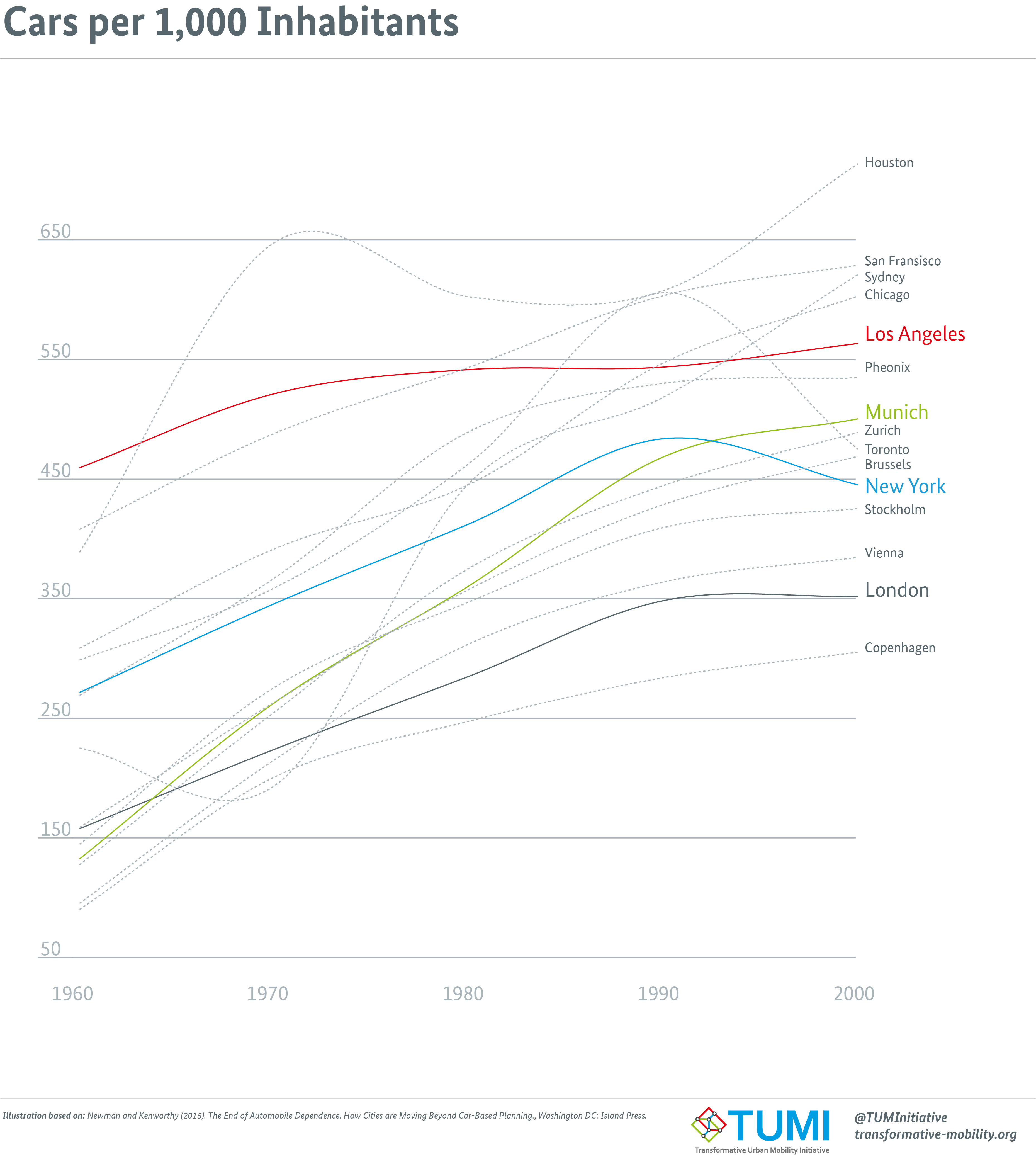
Кількість авто на 1000 мешканців у 1960 - 2000 роках (Х'юстон, Сан-Франциско, Сідней, Чикаго, Лос-Анджелес, Фінікс, Мюнхен, Цюріх, Торонто, Брюссель, Нью-Йорк, Стокгольм, Відень, Лондон, Копенгаген)

## Урбаністичні фактори

### Землекористування (зонінг)
У 1916 році в Нью-Йорку було прийнято першу постанову про зонування, 1916 Zoning Resolution. Зонування було створено, як засіб організації спеціального землекористування в місті, щоб уникнути потенційно шкідливих прилеглих районів, таких як потужне виробництво та житлові райони, які були поширеними у великих містах у 19-му та на початку 20-го століть. Код зонування також визначає дозволені типи житлової забудови та щільність у конкретних районах міста. шляхом визначення таких речей, як односімейні будинки та багатоквартирні житлові будинки, як дозволені або заборонені в певних районах. Загальний ефект зонування в минулому столітті полягав у створенні районів міста з подібними моделями землекористування в містах, які раніше були сумішшю гетерогенних житлових і ділових цілей. Проблема особливо серйозна безпосередньо за межами міст, у приміських районах, розташованих на периферії міста, де суворі коди зонування майже виключно дозволяють окреме житло для однієї сім’ї. Суворі коди зонування, які призводять до значної сегрегації забудованого середовища між житловими та комерційними землекористуваннями, сприяють залежності від автомобіля, оскільки стає майже неможливо отримати доступ до всіх своїх потреб, таких як житло, робота, школа та відпочинок без використання автомобіля. Одним із ключових рішень просторових проблем, спричинених зонуванням, була б надійна мережа громадського транспорту. Зараз також існує рух щодо внесення змін до старих постанов про зонування, щоб створити більше зон змішаного використання в містах, які поєднують житлове та комерційне використання землі в одній будівлі або в межах пішої доступності для створення так званого 15-хвилинного міста.
Мінімальна кількість паркувальних місць також є частиною сучасних кодів зонування та сприяє підвищенню залежності від автомобіля через процес, відомий як індукований попит. Мінімальна кількість паркувальних місць вимагає певної кількості паркувальних місць залежно від землекористування будівлі та часто розроблена в кодах зонування, щоб відобразити максимально можливу потребу в будь-який момент часу. Це призвело до того, що міста мають майже вісім паркувальних місць для кожного автомобіля в Америці, що створило міста, які майже повністю присвячені паркуванню від безкоштовних парковок на вулицях до автостоянок, які втричі перевищують розміри підприємств, які вони обслуговують. Така поширеність паркування призвела до втрати конкуренції між іншими видами транспорту, так що водіння стає де-факто вибором для багатьох людей, навіть якщо альтернативи існують.

### Вуличний дизайн

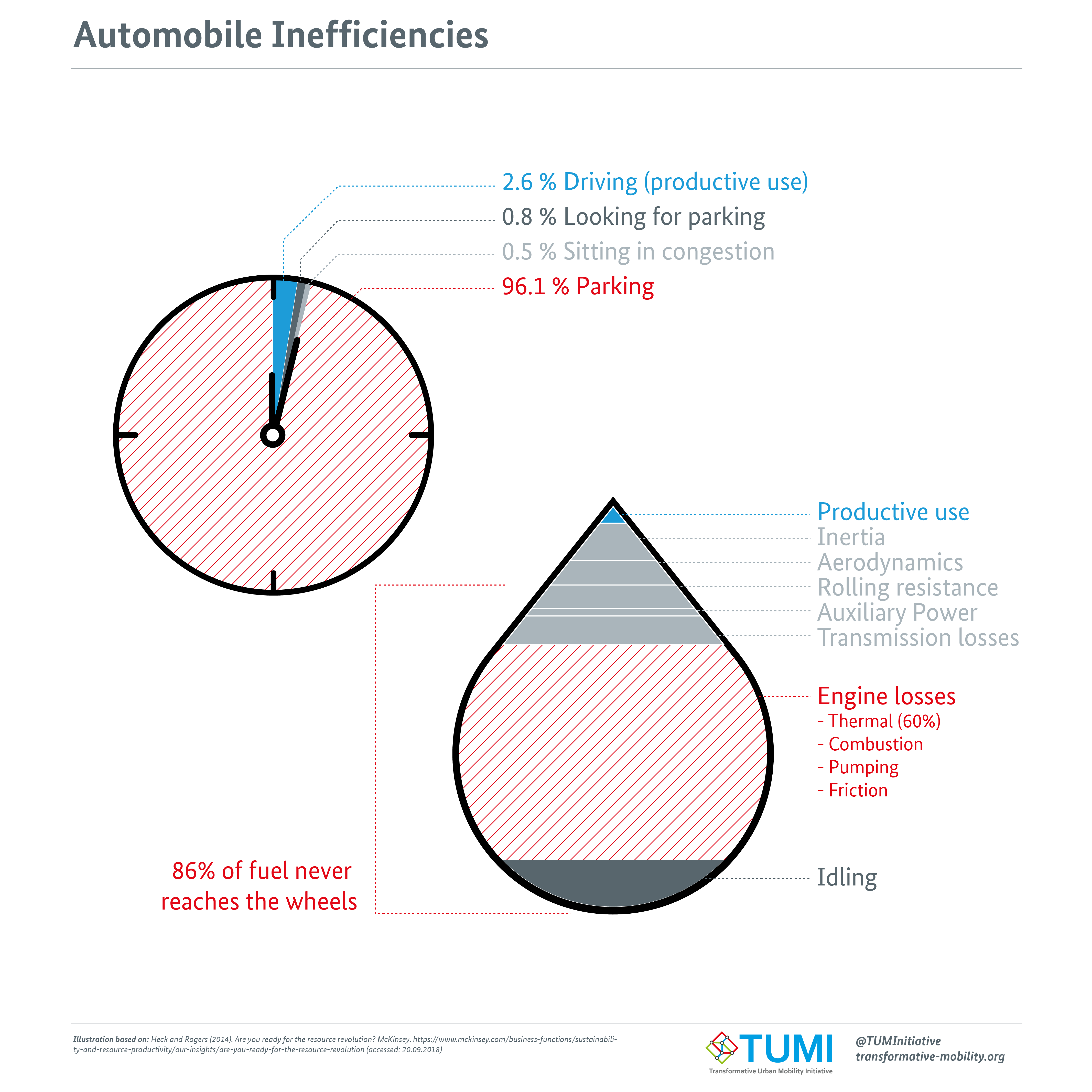
Неефективність автомобіля

Проектування міських вулиць може суттєво сприяти усвідомленню та фактичній потребі використання автомобіля замість інших видів транспорту в повсякденному житті. У міському контексті залежність від автомобіля у більшій кількості викликана конструктивними факторами, які діють у протилежних напрямках: по-перше, дизайн, який полегшує водіння, і, по-друге, дизайн, який ускладнює всі інші форми транспорту. Часто ці дві сили перетинаються в комплексному ефекті, щоб викликати більшу залежність від автомобіля в регіоні, який міг би мати потенціал для більш різнорідного поєднання варіантів транспортування. До цих факторів належать такі фактори, як ширина доріг, які роблять водіння швидшим і, отже, «легшим», а також роблять менш безпечним середовище для пішоходів або велосипедистів, які їздять тією самою дорогою. Поширеність вуличного паркування на більшості житлових і комерційних вулиць полегшує керування автомобілем, забираючи вуличний простір, який можна використовувати для захищених велосипедних доріжок, виділених автобусних доріжок або інших видів громадського транспорту.

## Негативні наслідки використання автомобілів
Згідно з Посібником з оцінки зовнішніх витрат у транспортному секторі , розробленим Делфтським університетом, який є основним довідником у Європейському Союзі для оцінки зовнішніх ефектів автомобілів, основними зовнішніми наслідками водіння автомобіля є:
- затори;
- ДТП;
- забруднення повітря;
- шумове забруднення;
- зміна клімату;
- вплив природу і ландшафт;
- забруднення води;
- забруднення ґрунтів;
- енергозалежність.

## Вирішення проблеми
Існує ряд підходів до планування та проектування, які допомагають зменшити залежність від автомобілів, відомих як новий урбанізм, розвиток, орієнтований на громадський транспорт, і розумне зростання. Більшість цих підходів зосереджуються на фізичному міському дизайні, щільності міст і зонуванні землекористування. Пол Міс стверджував, що інвестиції в якісний громадський транспорт, централізоване управління державним сектором і відповідні політичні пріоритети важливіші, ніж питання міської форми та щільності.
Видалення мінімальних вимог щодо паркування з будівельних норм може пом’якшити проблеми, що виникають через залежність від автомобіля. Мінімальні вимоги до паркування займають цінний простір, який інакше можна використовувати для житла. Однак скасування мінімальних вимог щодо паркування вимагатиме впровадження додаткових політик для управління збільшенням кількості альтернативних методів паркування.
Звичайно, є багато тих, хто заперечує низку деталей у будь-якому зі складних аргументів, пов’язаних із цією темою, зокрема зв’язок між щільністю міст і життєздатністю транспорту, або характер життєздатних альтернатив автомобілям, які забезпечують такий самий ступінь гнучкості і швидкості. Також проводяться дослідження майбутнього самого автомобіля з точки зору спільного використання, зменшення розміру, управління дорожнім простором і більш екологічних джерел палива.
Спільне використання автомобілів є одним із прикладів вирішення проблеми автомобільної залежності. Дослідження показали, що в Сполучених Штатах такі послуги, як Zipcar, знизили попит приблизно на 500 000 автомобілів. У країнах, що розвиваються, такі компанії, як eHi, Carrot, Zazcar і Zoom повторили або змінили бізнес-модель Zipcar, щоб покращити міський транспорт, щоб надати ширшій аудиторії більше доступу до переваг автомобіля і забезпечити сполучення «останньої милі» між громадським транспортом і пунктом призначення особи. Спільне використання автомобілів також зменшує кількість приватних автомобілів.

## Розростання міст і розумне зростання

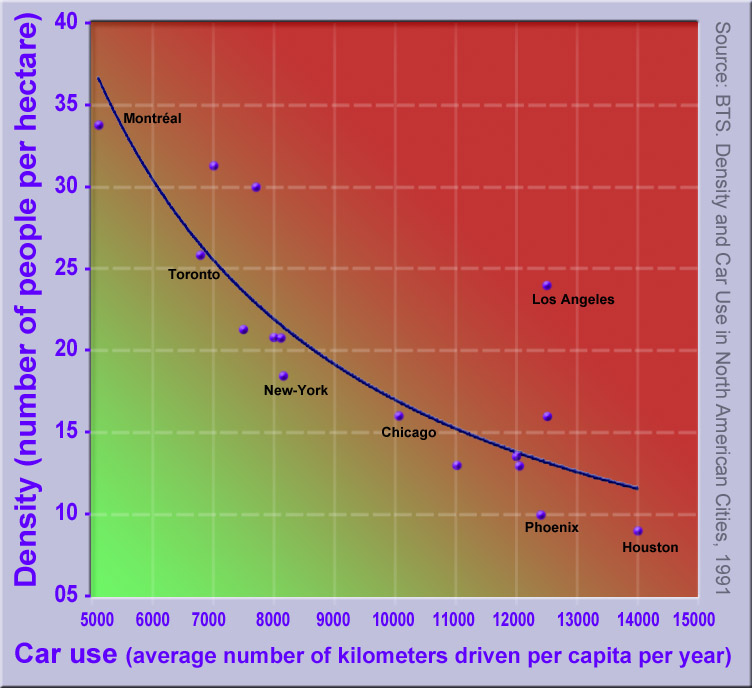
Діаграма, що показує зворотний зв'язок між щільністю міст та використанням автомобілів у містах Північної Америки

Протягом кількох десятиліть точилася гостра дискусія щодо того, чи може розумне зростання зменшити проблеми залежності від автомобілів, пов’язані з розростанням міст. Впливове дослідження 1989 року, проведене Пітером Ньюманом і Джеффом Кенворті, порівнювало 32 міста Північної Америки, Австралії, Європи та Азії. Втім, дослідження було піддано критиці за його методологію , але головний висновок, що густонаселені міста, особливо в Азії, мають менше використання автомобілів, ніж розгалужені міста, особливо в Північній Америці, були в основному прийняті, але зв’язок більш чіткий на континентах, ніж у країнах, де умови більш схожі.
Дослідження, проведені в багатьох країнах (головним чином у розвинених країнах), показали, що в містах із більшою кількістю землекористування та кращим громадським транспортом використовується менше автомобілів, ніж у менш густонаселених приміських і позаміських житлових районах. Зазвичай це справедливо навіть після контролю за соціально-економічними факторами, такими як відмінності в складі домогосподарств і доходах.
Однак це не обов’язково означає, що розростання передмість спричиняє активне використання автомобілів. Одним з факторів, що збивають з пантелику, який є предметом багатьох досліджень, є самостійний вибір житла: люди, які віддають перевагу їзді на автомобілі, як правило, переїжджають у передмістя з низькою густотою населення, тоді як люди, які віддають перевагу пішки, їзді на велосипеді або користуються громадським транспортом, як правило, переїжджають до міських районів з більшою щільністю, які краще обслуговуються громадським транспортом. Деякі дослідження виявили, що коли самовибір контролюється, забудоване середовище не має істотного впливу на поведінку під час подорожей. Більш пізні дослідження з використанням більш складних методологій загалом відхилили ці висновки: щільність, землекористування та доступність громадського транспорту можуть впливати на поведінку під час подорожей, хоча соціальні та економічні чинники, зокрема дохід домогосподарства, зазвичай мають сильніший вплив.